# 一出好戏
《一出好戏》是2018年上映的中国喜剧剧情片。由黄渤自导自演，王宝强、舒淇、张艺兴、于和伟、王迅、李勤勤、李又麟等演员出演。这是中国大陆男演员黄渤的第一部导演作品，主要讲述了一群人意外流落荒岛，在面对未知、生存、尊严问题时，每个人展现出了不同人性的故事。该作品于2018年8月10日在中国大陆以2D、杜比影院（含杜比视界和杜比全景声）、中国巨幕和4DX等格式正式上映。

## 剧情
马进（黄渤饰）生活潦倒，欠下同事很多债务，与身为修车工的远房表弟小兴（张艺兴饰）在底层社会摸爬滚打，习惯性的买彩票，企图一夜爆富，并迎娶自己的同事姗姗（舒淇饰）。
据观测，一颗陨石即将坠落地球，各国科学家纷纷预言末日或至。与此同时，马进的公司全体员工出海团建，途中，马进收到了彩票中头奖的信息，六千万！就在马进狂喜自己翻身的日子终于到来之际，一场突如其来的滔天巨浪打破了一切。苏醒过来的众人发现身处荒岛，丧失了一切与外界的联系，众人以为巨浪由陨石所致，外面的世界可能已不复存在。
在这种极端环境中，动物饲养员兼司机的小王（王宝强饰）带领大家抓鱼、爬树摘果子、找山洞避雨生火，凭借其强大的野外生存能力，成为了大家的生存依靠。而公司原本的领导——老张（于和伟饰）等人，失去话语权后被保安等人当众羞辱。而马进的彩票需在90天内兑换，逾期作废，于是他企图和小兴划船逃出孤岛。尝试未果后，也被小王和同事们羞辱。
一日，老张等人在岛上发现半截大船，船内储备物资丰富，捕鱼工具齐全。有了生存优势的他，带领一众人出走，承诺带马进离岛回家。老张通过发行纸牌的方式，迅速积累了财富和权力。但是随后，马进发现老张并不打算帮助他离开孤岛，于是同小兴一起再次出走。日子一天天过去，彩票最终也未能如期兑换，马进和小兴也在绝望中一天天地逼近生存绝境。就在落入荒岛的第90天，天突降大雨，数不清的鱼从天而降！食物充足的马进、小兴开始反击，通过交换获得了手机、电线等人造物品，小兴通过维修、发电，让众人在手机中的家人影像里找回了精神支持。以此，马进、小兴笼络了一批人心。
众人在岛上安稳地度过了100多天。一天，小王、马进、小兴三人发现在岛屿背面有轮船驶过。马进、小兴因担心回到陆地后他们又变回穷困潦倒，于是隐瞒众人并宣称小王疯了。但是马进愧疚难当，最终在小王、姗姗的帮助下，烧掉旧船，大火引来了邮轮，帮助众人逃出了孤岛。

## 演员列表
| 演员姓名 | 角色名称 | 介绍 |
| 黄渤     | 马进     | 一个在社会底层摸爬滚打的普通职员，心里一直有着发财梦，他认为，改变自己命运的唯一办法只能买彩票。一天公司组织出海团建途中，巨浪打翻了游船，漂流到了一座孤岛上，丧失了与外界的联系，马进在绝境荒岛之上实现了自己的逆袭之路。 |
| 舒淇     | 姗姗     | 美丽妩媚的大众情人，姗姗负责公司财务，美丽大方，却遭遇丈夫出轨，离婚后心情不好，于是来参加团建散散心，不成想流落荒岛，却也因此遇到了一段新的感情。                                                                         |
| 王宝强   | 小王     | 小王是团建导游兼司机，因为他会爬树，会抓鱼，会生火，当过兵，还当过动物饲养员，上岛之后，凭借卓越的生存能力和快捷的身手，以其超强的能力带领人们捕鱼摘果，成为了粗暴劳动派领头人。                                           |
| 张艺兴   | 小兴     | 一名汽修工，是个刚刚踏入社会的小白，他跟着表哥马进在底层打拼，对表哥非常信赖。其实就是马进的缩影，马进所有的欲望、黑暗面都在小兴身上投射。                                                                                 |
| 于和伟   | 张总     | 一位老板，他自视甚高，流落荒岛之后即便落魄，但心里始终觉得自己与其他人不一样。他以智取胜，是名副其实的精明筹划派，建立了一套严谨成熟的物品交换体系，却在暗中为自己谋取私利。                                               |
| 王迅     | 老潘     | 办公室主任，衣着得体、架势逼人，擅长迎来送往，见风使舵，谁优秀就跟着谁是他的生存法则。来到了荒岛之后，为了生存，他要不断地调整自己。                                                                                       |
| 李勤勤   | 齐姐     | |
| 李又麟   | 老史     | |
| 张磊     | 老金     | |
| 杨凯迪   | 露西     | |
| 房晓航   | 杨洪     | |
| 刘彦卿   | 赵天龙   | |

## 电影歌曲
| 曲序 | 曲目                               |             | 作曲   | 演唱         |
| ---- | ---------------------------------- | ----------- | ------ | ------------ |
| 1.   | 当每颗星星（主题曲）               | 阿信        | 阿信   | 阿信、黄渤   |
| 2.   | Island love（片尾曲）              | 窦靖童      | 窦靖童 | 窦靖童       |
| 3.   | 找朋友（插曲）                     | 佚名        | 佚名   | 王菲         |
| 4.   | 这就是命（插曲）                   | 赵英俊      | 赵英俊 | 黄渤         |
| 5.   | Also Sparach Zarathrustra（插曲）  | 赵英俊      | 赵英俊 | 黄渤         |
| 6.   | 最好的舞台（推广曲）               | 刘佳        | 李三木 | 黄渤、张艺兴 |
| 7.   | 大姑娘美大姑娘浪（片中演员演唱曲） | 杨柏森      | 马金萍 |              |
| 8.   | 我的好妈妈（片中演员演唱曲）       | 潘振生      | 潘振生 |              |
| 9.   | 幸福的時光（主題曲）               | 任雅靜/李岩 | 歐中建 | 段奧娟       |

## 拍摄地
影片主要有两个拍摄地：城市部分在黄渤家乡青岛拍摄，而小岛部分则转战日本屋久岛。

## 票房
首周上映三天票房超过5亿人民币，最终成绩13.53亿元。
| 上一届： 《西虹市首富》 | 2018年中国内地一周票房冠军 第32-33週 | 下一届： 《蚁人2：黄蜂女现身》 |